# Lista de vereadores de Itumbiara
Esta é a lista dos vereadores de Itumbiara, município brasileiro do estado de Goiás.
A Câmara Municipal de Itumbiara é composta por 12 vereadores, diferentemente do que em anos anteriores que era de 17 cadeiras, desde 2004, quando, por determinação do TSE, as cidades passaram a ter um número de vereadores equivalente à sua população.

## Legislatura de 2021–2024
Estes são os vereadores eleitos nas eleições de 15 de novembro de 2020, pelo período de 1° de janeiro de 2021 a 31 de dezembro de 2024:
| Mesa Diretora (2021-2022)             |                       |                        |                              |
| Nome                                  | Início do mandato     | Fim do mandato         | Cargo                        |
| Ali Mustafá Karfan Neto (SDD)         | 1º de janeiro de 2021 | 31 de dezembro de 2022 | Presidente da Câmara         |
| Ednon Cândido Vieira (Rep.)           | 1º de janeiro de 2021 | 31 de dezembro de 2022 | 1º Vice-presidente da Câmara |
| José de Oliveira (DEM)                | 1º de janeiro de 2021 | 31 de dezembro de 2022 | 2º Vice-presidente da Câmara |
| Wellington Marcos Areda (SDD)         | 1º de janeiro de 2021 | 31 de dezembro de 2022 | 1º Secretário                |
| Selymare Salgado Pereira Gomes (PRTB) | 1º de janeiro de 2021 | 31 de dezembro de 2022 | 2ª Secretária                |

|    | Nome                                                                      | Partido                                         | Votos | %    | Observações |
| -- | ------------------------------------------------------------------------- | ----------------------------------------------- | ----- | ---- | ----------- |
| 1  | Dr. José Orestes Borges Guimarães (Itumbiara, 30.07.1971–)                | Progressistas (PP)                              | 2.943 | 5,80 | 1º mandato  |
| 2  | Vagner Martins Ferreira (Itumbiara, 17.03.1970–)                          | Partido Renovador Trabalhista Brasileiro (PRTB) | 1.935 | 3,81 | 1º mandato  |
| 3  | Ali Mustafá Karfan Neto, Neto Karfan (2021-2022) (Itumbiara, 30.06.1994–) | Solidariedade (SDD)                             | 1.513 | 2,98 | 2º mandato  |
| 4  | José de Oliveira, Zezé Preto (Canápolis, 26.09.1964–)                     | União Brasil (UNIÃO)                            | 1.243 | 2,45 | 2º mandato  |
| 5  | Liliane da Costa Mendes (Goiânia, 09.01.1984–)                            | Partido Renovador Trabalhista Brasileiro (PRTB) | 1.202 | 2,37 | 1º mandato  |
| 6  | Policial Rolissandro Márcio dos Santos (Itumbiara, 30.06.1969–)           | Podemos (PODE)                                  | 1.153 | 2,27 | 1º mandato  |
| 7  | Carlos Henrique Borges (Itumbiara, 08.11.1976–)                           | Republicanos                                    | 1.152 | 2,27 | 1º mandato  |
| 8  | Samir Dahas Nogueira Júnior (Itumbiara, 04.11.1980–)                      | Partido Republicano da Ordem Social (PROS)      | 1.115 | 2,20 | 1º mandato  |
| 9  | Ednon Cândido Vieira, Ednon Fio (Itumbiara, 23.08.1966–)                  | Republicanos                                    | 953   | 1,88 | 4º mandato  |
| 10 | Selymare Salgado Pereira Gomes (Conselheiro Pena, 10.04.1978–)            | Partido Renovador Trabalhista Brasileiro (PRTB) | 773   | 1,52 | 1º mandato  |
| 11 | Wellington Marcos Areda (Itumbiara, 24.09.1973–)                          | Solidariedade (SDD)                             | 661   | 1,30 | 1º mandato  |
| 12 | Pastor Ailton Pedro da Costa (Itumbiara, 19.01.1976–)                     | União Brasil (UNIÃO)                            | 485   | 0,96 | 1º mandato  |

## Legislatura de 2017–2020
Estes são os vereadores eleitos nas eleições de 2 de outubro de 2016, pelo período de 1° de janeiro de 2017 a 31 de dezembro de 2020:
| Mesa Diretora (2019-2020)       |                       |                        |                              |
| Nome                            | Início do mandato     | Fim do mandato         | Cargo                        |
| Flausino Domingos da Silva Neto | 1º de janeiro de 2019 | 31 de dezembro de 2020 | Presidente da Câmara         |
| Silviano Rodrigues Campos       | 1º de janeiro de 2019 | 31 de dezembro de 2020 | 1º Vice-presidente da Câmara |
| Romildo Raimundo Rodrigues      | 1º de janeiro de 2019 | 31 de dezembro de 2020 | 2º Vice-presidente da Câmara |
| Rogério Rezende                 | 1º de janeiro de 2019 | 31 de dezembro de 2020 | 1º Secretário                |
| Ali Mustafá Karfan Neto         | 1º de janeiro de 2019 | 31 de dezembro de 2020 | 2º Secretário                |

| Mesa Diretora (2017-2018)[2] |                       |                        |                              |
| Nome                         | Início do mandato     | Fim do mandato         | Cargo                        |
| Marcello Gomes da Silva      | 1º de janeiro de 2017 | 31 de dezembro de 2018 | Presidente da Câmara         |
| Ednon Cândido Vieira (Rep.)  | 1º de janeiro de 2017 | 31 de dezembro de 2018 | 1º Vice-presidente da Câmara |
| Romildo Raimundo Rodrigues   | 1º de janeiro de 2017 | 31 de dezembro de 2018 | 2º Vice-presidente da Câmara |
| Amauri Chaves de Oliveira    | 1º de janeiro de 2017 | 31 de dezembro de 2018 | 1º Secretário                |
| Ednon Cândido Vieira         | 1º de janeiro de 2017 | 31 de dezembro de 2018 | 2º Secretário                |

|    | Nome                                                                                | Partido                                            | Votos | %    | Observações                                                              |
| -- | ----------------------------------------------------------------------------------- | -------------------------------------------------- | ----- | ---- | ------------------------------------------------------------------------ |
| 1  | Dr. Rogério Rezende Silva (Araporã, 20.05.1980–)                                    | Partido da República (PR)                          | 2.923 | 5,32 | 1º mandato                                                               |
| 2  | Dr. Marcello Gomes da Silva (2017-2018) (Itumbiara, 27.03.1970–Goiânia, 16.09.2019) | Partido Trabalhista Brasileiro (PTB)               | 2.674 | 4,87 | 2º mandato Falecido durante o mandato                                    |
| 3  | Flausino Domingos da Silva Neto, Flausininho (2019-2020) (Itumbiara, 11.10.1976–)   | Partido do Movimento Democrático Brasileiro (PMDB) | 2.118 | 3,86 | 2º mandato                                                               |
| 4  | Ali Mustafá Karfan Neto, Neto Karfan (Itumbiara, 30.06.1994–)                       | Partido da República (PR)                          | 2.110 | 3,84 | 1º mandato                                                               |
| 5  | Daniel Jacinto Borges (Itumbiara, 05.12.1992–)                                      | Partido Trabalhista Cristão (PTC)                  | 1.861 | 3,39 | 1º mandato                                                               |
| 6  | Gesmar José de Azevedo, Sargento Azevedo (Itumbiara, 15.03.1970–)                   | Partido Trabalhista Brasileiro (PTB)               | 1.584 | 2,89 | 1º mandato                                                               |
| 7  | Silviano Rodrigues Campos (Itumbiara, 17.02.1944–)                                  | Partido Trabalhista Brasileiro (PTB)               | 1.536 | 2,80 | 2º mandato                                                               |
| 8  | Amauri Chaves de Oliveira, Professor Amauri (Itumbiara, 24.10.1975–)                | Partido Republicano da Ordem Social (PROS)         | 1.536 | 2,80 | 1º mandato                                                               |
| 9  | Romildo Raimundo Rodrigues, Romildo Formigão (Itumbiara, 11.10.1973–)               | Partido Trabalhista Brasileiro (PTB)               | 1.535 | 2,80 | 1º mandato                                                               |
| 10 | Ednon Cândido Vieira, Ednon Fio (Itumbiara, 23.08.1966–)                            | Partido Popular Socialista (PPS)                   | 1.369 | 2,49 | 3º mandato                                                               |
| 11 | Noêmia Vieira dos Santos, Professora Noêmia (Itumbiara, 07.08.1952–)                | Partido Trabalhista Brasileiro (PTB)               | 1.322 | 2,41 | 1º mandato                                                               |
| —  | Dr. Alcides Cotta Pacheco Neto (Itumbiara, 03.03.1967–)                             | Partido Trabalhista Brasileiro (PTB)               | 1.305 | 2,38 | 2º mandato. Tomou posse em 20.09.2019 e assumiu a vaga de Marcello Gomes |
| 12 | José de Oliveira, Zezé Preto Amigo do Povo (Itumbiara, 26.09.1964–)                 | Partido Comunista do Brasil (PCdoB)                | 1.284 | 2,34 | 1º mandato                                                               |

## Legislatura de 2013–2016
Estes são os vereadores eleitos nas eleições de 7 de outubro de 2012, pelo período de 1° de janeiro de 2013 a 31 de dezembro de 2016:
| Mesa Diretora (2013-2014)       |                       |                        |                              |
| Nome                            | Início do mandato     | Fim do mandato         | Cargo                        |
| Divino Olímpio dos Santos       | 1º de janeiro de 2013 | 31 de dezembro de 2014 | Presidente da Câmara         |
| Ednaldo Pereira de Oliveira     | 1º de janeiro de 2013 | 31 de dezembro de 2014 | 1º Vice-presidente da Câmara |
| Flausino Domingos da Silva Neto | 1º de janeiro de 2013 | 31 de dezembro de 2014 | 2º Vice-presidente da Câmara |
| Francisco Expedito Costa        | 1º de janeiro de 2013 | 31 de dezembro de 2014 | 1º Secretário                |
| Valdeir Jesus de Oliveira       | 1º de janeiro de 2013 | 31 de dezembro de 2014 | 2º Secretário                |

|    | Nome                                                                                               | Partido                                            | Votos | %    | Observações                       |
| -- | -------------------------------------------------------------------------------------------------- | -------------------------------------------------- | ----- | ---- | --------------------------------- |
| 1  | Dr. Marcello Gomes da Silva (Itumbiara, 27.03.1970–)                                               | Partido Trabalhista Brasileiro (PTB)               | 2.792 | 5,03 | 1º mandato                        |
| 2  | Silviano Rodrigues Campos (Itumbiara, 17.02.1944–)                                                 | Partido Trabalhista Brasileiro (PTB)               | 2.284 | 4,12 | 1º mandato                        |
| 3  | Francisco Expedito Costa (Simplício Mendes, 28.05.1960–)                                           | Partido Trabalhista Brasileiro (PTB)               | 2.037 | 3,67 | 1º mandato                        |
| 4  | Divino Olímpio dos Santos, Bengala (Itumbiara, 07.03.1957–)                                        | Partido Popular Socialista (PPS)                   | 1.969 | 3,55 | 4º mandato. Se filiou ao PTB      |
| 5  | Dr. Alcides Cotta Pacheco Neto (Itumbiara, 03.03.1967–)                                            | Democratas (DEM)                                   | 1.958 | 3,53 | 1º mandato                        |
| 6  | Adebrair Alves da Silva, Bacada (Itumbiara, 16.02.1972–)                                           | Partido da República (PR)                          | 1.750 | 3,16 | 2º mandato                        |
| 7  | Eliana Souza Nogueira, Eliana do Samir (Araporã, 23.05.1959–)                                      | Partido do Movimento Democrático Brasileiro (PMDB) | 1.669 | 3,01 | 1º mandato                        |
| 8  | Marcelo de Oliveira, Marcelo do Sacolão (Itumbiara, 08.01.1973–)                                   | Partido Social Cristão (PSC)                       | 1.603 | 2,89 | 2º mandato                        |
| 9  | Flausino Domingos da Silva Neto, Flausininho (Itumbiara, 11.10.1976–)                              | Partido do Movimento Democrático Brasileiro (PMDB) | 1.586 | 2,86 | 1º mandato                        |
| 10 | Edinaldo Pereira de Oliveira, Dalminho Ação Urbana (2015-2016) (Governador Valadares, 17.06.1963–) | Partido da Social Democracia Brasileira (PSDB)     | 1.463 | 2,64 | 1º mandato                        |
| 11 | Fernando José de Andrade (Itumbiara, 09.05.1960–)                                                  | Partido Social Democrático (PSD)                   | 1.386 | 2,50 | 6º mandato. Cassado o mandato     |
| —  | Ednon Cândido Vieira, Ednon Fio (Itumbiara, 23.08.1966–)                                           | Partido Social Democrático (PSD)                   | 1.352 | 2,44 | 2º mandato. Assumiu em 14.11.2013 |
| 12 | Valdeir Jesus de Oliveira, Valdeir Enfermeiro (Itumbiara, 30.05.1967–)                             | Partido Comunista do Brasil (PCdoB)                | 972   | 1,75 | 2º mandato                        |
| 13 | Cristiano Rodrigues Soares (Itumbiara, 16.08.1976–)                                                | Partido dos Trabalhadores (PT)                     | 881   | 1,59 | 1º mandato                        |

## Legislatura de 2009–2012
Estes são os vereadores eleitos nas eleições de 5 de outubro de 2008, pelo período de 1° de janeiro de 2009 a 31 de dezembro de 2012:
| Mesa Diretora (2011-2012) |                       |                        |                              |
| Nome                      | Início do mandato     | Fim do mandato         | Cargo                        |
| Divino Olímpio dos Santos | 1º de janeiro de 2011 | 31 de dezembro de 2012 | Presidente da Câmara         |
| Valdeir Jesus de Oliveira | 1º de janeiro de 2011 | 31 de dezembro de 2012 | 1º Vice-presidente da Câmara |
| Fernando José de Andrade  | 1º de janeiro de 2011 | 31 de dezembro de 2012 | 2º Vice-presidente da Câmara |
| Nilson Alves Araújo       | 1º de janeiro de 2011 | 31 de dezembro de 2012 | 1º Secretário                |
| Rubens Augusto Nader      | 1º de janeiro de 2011 | 31 de dezembro de 2012 | 2º Secretário                |

|    | Nome                                                                    | Partido                                            | Votos | %    | Observações                       |
| -- | ----------------------------------------------------------------------- | -------------------------------------------------- | ----- | ---- | --------------------------------- |
| 1  | José Antonio da Silva Netto, Zé Antonio (Itumbiara, 09.03.1989–)        | Partido do Movimento Democrático Brasileiro (PMDB) | 2.934 | 5,62 | 1º mandato                        |
| 2  | Rubens Augusto Nader, Gugu Nader (Araguari, 28.08.1974–)                | Partido do Movimento Democrático Brasileiro (PMDB) | 2.405 | 4,61 | 2º mandato                        |
| 3  | Ricardo Takeo Hoshino (São Paulo, 02.01.1962–Goiânia, 21.06.2011)       | Partido da República (PR)                          | 2.275 | 4,36 | 2º mandato. Assume a vaga Bacada  |
| 4  | Fernando José de Andrade (2009-2010) (Itumbiara, 09.05.1960–)           | Partido da República (PR)                          | 2.175 | 4,17 | 5º mandato                        |
| 5  | Nilson Alves Araújo, Nilson Linguiça (Itumbiara, 01.11.1958–)           | Partido Progressista (PP)                          | 2.003 | 3,84 | 2º mandato                        |
| 6  | Cairo Ferreira Batista (Quirinópolis, 18.07.1965–)                      | Partido do Movimento Democrático Brasileiro (PMDB) | 1.970 | 3,78 | 4º mandato                        |
| —  | Adebrair Alves da Silva, Bacada (Itumbiara, 16.02.1972–)                | Partido da República (PR)                          | 1.966 | 3,77 | 1º mandato. Assumiu em 01.07.2011 |
| 7  | Valdeir Jesus de Oliveira, Valdeir Enfermeiro (Itumbiara, 30.05.1967–)  | Partido Comunista do Brasil (PCdoB)                | 1.918 | 3,68 | 1º mandato                        |
| 8  | Divino Olímpio dos Santos, Bengala (2011-2012) (Itumbiara, 07.03.1957–) | Partido Popular Socialista (PPS)                   | 1.798 | 3,45 | 3º mandato                        |
| 9  | Ednon Cândido Vieira, Ednon Fio (Itumbiara, 23.08.1966–)                | Partido Comunista do Brasil (PCdoB)                | 1.624 | 3,11 | 1º mandato                        |
| 10 | Marcelo de Oliveira, Marcelo do Sacolão (Itumbiara, 08.01.1973–)        | Partido Social Cristão (PSC)                       | 1.583 | 3,03 | 1º mandato                        |

## Legislatura de 2005–2008
Estes são os vereadores eleitos nas eleições de 3 de outubro de 2004, pelo período de 1° de janeiro de 2005 a 31 de dezembro de 2008:
|    | Nome                                                                       | Partido                                            | Votos | %    | Observações                   |
| -- | -------------------------------------------------------------------------- | -------------------------------------------------- | ----- | ---- | ----------------------------- |
| 1  | Dr. Ricardo Takeo Hoshino (São Paulo, 02.01.1962–Goiânia, 21.06.2011)      | Partido Liberal (PL)                               | 2.556 | 4,85 | 1º mandato. Se filiou ao PMDB |
| 2  | Cairo Ferreira Batista (Quirinópolis, 18.07.1965–)                         | Partido do Movimento Democrático Brasileiro (PMDB) | 2.164 | 4,11 | 3º mandato                    |
| 3  | Samir Dahas Nogueira (Uberaba, 17.02.1953–)                                | Partido do Movimento Democrático Brasileiro (PMDB) | 1.866 | 3,54 | 3º mandato                    |
| 4  | Ivan Luiz Silva, Ivan do Raio X (Tupaciguara, 23.01.1965–)                 | Partido Liberal (PL)                               | 1.768 | 3,36 | 3º mandato. Se filiou ao PDT  |
| 5  | Fernando José de Andrade (2007-2008) (Itumbiara, 09.05.1960–)              | Partido Liberal (PL)                               | 1.635 | 3,10 | 4º mandato. Se filiou ao PR   |
| —  | Dr. Alexandre Cotta Pacheco (Uberlândia, 28.08.1965–Itumbiara, 09.03.2014) | Partido Liberal (PL)                               | 1.548 | 2,94 | 1º mandato                    |
| 6  | André Luiz Costa Marinho (Belém, 03.10.1961–)                              | Partido da Social Democracia Brasileira (PSDB)     | 1.529 | 2,90 | 2º mandato                    |
| 7  | Johnis Pastori da Silva, Dione Pastori (Itumbiara, 16.12.1965–)            | Partido Socialista Brasileiro (PSB)                | 1.425 | 2,71 | 1º mandato                    |
| 8  | João Batista Martins Borges (2005-2006) (Itumbiara, 24.06.1961–)           | Partido do Movimento Democrático Brasileiro (PMDB) | 1.389 | 2,64 | 2º mandato                    |
| 9  | Rubens Augusto Nader, Gugu Nader (Araguari, 28.08.1974–)                   | Partido Trabalhista Brasileiro (PTB)               | 1.266 | 2,40 | 1º mandato                    |
| 10 | Nilson Alves Araújo, Nilson Linguiça (Itumbiara, 01.11.1958–)              | Partido Progressista (PP)                          | 865   | 1,64 | 1º mandato                    |

## Legislatura de 2001–2004
Estes são os vereadores eleitos nas eleições de 1º de outubro de 2000, pelo período de 1° de janeiro de 2001 a 31 de dezembro de 2004:
|    | Nome                                                                   | Partido                                            | Votos | %    | Observações |
| -- | ---------------------------------------------------------------------- | -------------------------------------------------- | ----- | ---- | ----------- |
| 1  | Ivan Luiz Silva, Ivan do Raio X (2003-2004) (Tupaciguara, 23.01.1965–) | Partido Liberal (PL)                               | 1.190 | 2,43 | 2º mandato  |
| 2  | Antônio José da Silva (Itumbiara, 29.08.1962–)                         | Partido Progressista (PP)                          | 1.033 | 2,11 | 1º mandato  |
| 3  | Samuel Augusto Pimentel, Sargento Samuel (Centralina, 07.11.1967–)     | Partido da Frente Liberal (PFL)                    | 1.032 | 2,10 | 1º mandato  |
| 4  | André Luiz Costa Marinho (Belém, 03.10.1961–)                          | Partido da Social Democracia Brasileira (PSDB)     | 971   | 1,98 | 1º mandato  |
| 5  | Samir Dahas Nogueira (Uberaba, 17.02.1953–)                            | Partido do Movimento Democrático Brasileiro (PMDB) | 910   | 1,85 | 2º mandato  |
| 6  | João Batista Martins Borges (Itumbiara, 24.06.1961–)                   | Partido do Movimento Democrático Brasileiro (PMDB) | 905   | 1,84 | 1º mandato  |
| 7  | Divino Olímpio dos Santos, Bengala (Itumbiara, 07.03.1957–)            | Partido Progressista (PP)                          | 834   | 1,70 | 2º mandato  |
| 8  | Joanaldo Teixeira de Oliveira, Nadim (2004) (Itumbiara, 25.05.1953–)   | Partido dos Trabalhadores (PT)                     | 797   | 1,62 | 2º mandato  |
| 9  | Luiz Mauro de Carvalho (Goiatuba, 24.11.1962–)                         | Partido Liberal (PL)                               | 778   | 1,59 | 3º mandato  |
| 10 | Manoel Antônio de Oliveira, Manoel Garrote (Itumbiara, 13.02.1947–)    | Partido Liberal (PL)                               | 776   | 1,58 | 2º mandato  |
| 11 | Fábio Lúcio de Araújo, Binha (2001-2002) (Itumbiara, 15.05.1953–)      | Partido da Social Democracia Brasileira (PSDB)     | 732   | 1,49 | 2º mandato  |
| 12 | Charleston José da Silva Roice (Itumbiara, 31.12.1961–)                | Partido Popular Socialista (PPS)                   | 730   | 1,49 | 2º mandato  |
| 13 | Sílvio Sebastião da Silva, Sílvio da Gráfica (Itumbiara, 15.11.1963–)  | Partido do Movimento Democrático Brasileiro (PMDB) | 723   | 1,47 | 1º mandato  |
| 14 | João Batista de Oliveira, João Bié (Itumbiara, 08.07.1961–)            | Partido do Movimento Democrático Brasileiro (PMDB) | 706   | 1,44 | 2º mandato  |
| 15 | Fernando José de Andrade (Itumbiara, 09.05.1960–)                      | Partido Liberal (PL)                               | 700   | 1,43 | 3º mandato  |
| 16 | Isbéria Gomes de Toledo (Itumbiara, 15.01.1955–)                       | Partido da Frente Liberal (PFL)                    | 685   | 1,40 | 1º mandato  |
| 17 | Ronaldo Vieira, Ronaldinho (Conquista, 26.12.1945–)                    | Partido Trabalhista Brasileiro (PTB)               | 526   | 1,07 | 2º mandato  |

## Legislatura de 1997–2000
Estes são os vereadores eleitos nas eleições de 3 de outubro de 1996, pelo período de 1° de janeiro de 1997 a 31 de dezembro de 2000:
|    | Nome                                                            | Partido                                            | Votos | %    | Observações |
| -- | --------------------------------------------------------------- | -------------------------------------------------- | ----- | ---- | ----------- |
| 1  | Silviano Rodrigues Campos (Itumbiara, 17.02.1944–)              | Partido Liberal (PL)                               | 1.241 | 3,00 | 1º mandato  |
| 2  | Ivan Luiz Silva (Tupaciguara, 23.01.1965–)                      | Partido Progressista Brasileiro (PPB)              | 1.237 | 2,99 | 1º mandato  |
| 3  | Waterloo Araújo (Itumbiara, 12.05.1936–)                        | Partido do Movimento Democrático Brasileiro (PMDB) | 946   | 2,29 | 1º mandato  |
| 4  | Samir Dahas Nogueira (Uberaba, 17.02.1953–)                     | Partido do Movimento Democrático Brasileiro (PMDB) | 936   | 2,26 | 1º mandato  |
| 5  | Fábio Lúcio de Araújo (Itumbiara, 15.05.1953–)                  | Partido Progressista Brasileiro (PPB)              | 803   | 1,94 | 1º mandato  |
| 6  | Placedino David Gouvêa (Itumbiara, 10.05.1934–)                 | Partido Progressista Brasileiro (PPB)              | 716   | 1,73 | 1º mandato  |
| 7  | Fernando José de Andrade (Itumbiara, 09.05.1960–)               | Partido Progressista Brasileiro (PPB)              | 706   | 1,71 | 2º mandato  |
| 8  | Charleston José da Silva Roice (Itumbiara, 31.12.1961–)         | Partido da Social Democracia Brasileira (PSDB)     | 680   | 1,64 | 1º mandato  |
| 9  | João Batista de Oliveira (Itumbiara, 08.07.1961–)               | Partido dos Trabalhadores (PT)                     | 637   | 1,54 | 1º mandato  |
| 10 | Joanaldo Teixeira de Oliveira (Itumbiara, 25.05.1953–)          | Partido dos Trabalhadores (PT)                     | 606   | 1,46 | 1º mandato  |
| 11 | Manoel Antônio de Oliveira (Itumbiara, 13.02.1947–)             | Partido Liberal (PL)                               | 564   | 1,36 | 1º mandato  |
| 12 | Jeová Lacerda de Santana (1997-1998) (Tupaciguara, 16.02.1942–) | Partido do Movimento Democrático Brasileiro (PMDB) | 551   | 1,33 | 1º mandato  |
| 13 | Luiz Mauro de Carvalho (Goiatuba, 24.11.1962–)                  | Partido Liberal (PL)                               | 526   | 1,27 | 2º mandato  |
| 14 | Lindomar Alves da Silva (Tupaciguara, 26.11.1957–)              | Partido Republicano Progressista (PRP)             | 499   | 1,21 | 1º mandato  |
| 15 | Ronaldo Vieira (Conquista, 26.12.1945–)                         | Partido da Social Democracia Brasileira (PSDB)     | 493   | 1,19 | 1º mandato  |
| 16 | Raussendil Ferreira Borges (1999-2000) (Itumbiara, 24.08.1954–) | Partido Social Cristão (PSC)                       | 477   | 1,15 | 1º mandato  |
| 17 | Matildes Maria Vieira (Itumbiara, 30.01.1956–)                  | Partido Social Cristão (PSC)                       | 471   | 1,14 | 1º mandato  |

## Legislatura de 1989–1992
Estes são os vereadores eleitos nas eleições de 15 de novembro de 1988, pelo período de 1° de janeiro de 1989 a 31 de dezembro de 1992:
| Mesa Diretora (1989-1990)      |                       |                        |                           |
| Nome                           | Início do mandato     | Fim do mandato         | Cargo                     |
| Nivaldo Ponciano da Silva      | 1º de janeiro de 1989 | 31 de dezembro de 1990 | Presidente da Câmara      |
| Virgílio Justino Neto          | 1º de janeiro de 1989 | 31 de dezembro de 1990 | Vice-presidente da Câmara |
| Luiz Alberto Neves de Oliveira | 1º de janeiro de 1989 | 31 de dezembro de 1990 | 1º Secretário             |
| Cairo Ferreira Batista         | 1º de janeiro de 1989 | 31 de dezembro de 1990 | 2º Secretário             |

|    | Nome                                                                    | Partido                                            | Votos | Observações            |
| -- | ----------------------------------------------------------------------- | -------------------------------------------------- | ----- | ---------------------- |
| 1  | Cairo Ferreira Batista (Quirinópolis, 18.07.1965–)                      | Partido do Movimento Democrático Brasileiro (PMDB) |       | 1º mandato             |
| 2  | Evair Rodrigues Simões                                                  | Partido do Movimento Democrático Brasileiro (PMDB) |       |                        |
| 3  | Fernando José de Andrade (Itumbiara, 09.05.1960–)                       |                                                    |       | 1º mandato             |
| 4  | Francisco Fernando de Moraes                                            |                                                    |       |                        |
| 5  | Geraldo Nunes dos Santos (1991-1992) (Santa Luzia do Pará, 18.08.1952–) |                                                    |       |                        |
| 6  | Inácio Nunes dos Santos                                                 |                                                    |       |                        |
| 7  | João Carlos de Moraes                                                   |                                                    |       |                        |
| 8  | José Mendes Pereira                                                     |                                                    |       | Falecido em 30.08.2011 |
| 9  | José Moreira dos Santos (Itumbiara, 09.11.1951–)                        |                                                    |       |                        |
| 10 | Luiz Alberto Neves de Oliveira (Itumbiara, 12.04.1950–)                 |                                                    |       |                        |
| 11 | Luiz Mauro de Carvalho (Goiatuba, 24.11.1962–)                          |                                                    |       | 1º mandato             |
| 12 | Marilene Custódio Borges (Itumbiara, 03.11.1942–)                       | Partido do Movimento Democrático Brasileiro (PMDB) |       |                        |
| 13 | Nivaldo Ponciano da Silva (1989-1990) (Canápolis, 25.08.1949–)          |                                                    |       |                        |
| 14 | Paulo Sérgio de Carvalho                                                | Partido Liberal (PL)                               |       |                        |
| 15 | Virgílio Justino Neto                                                   | Partido do Movimento Democrático Brasileiro (PMDB) |       |                        |

## Legislatura de 1947–1951
Estes são os vereadores eleitos, que tomaram posse em 6 de dezembro de 1947:
|   | Nome                   | Partido | Observações |
| - | ---------------------- | ------- | ----------- |
| 1 | Homero Orlando Ribeiro |         | 1º mandato  |
| 2 | José Pedro de Faria    |         | 1º mandato  |
| 3 | João Henrique Duarte   |         | 1º mandato  |
| 4 | Floriano de Carvalho   |         | 1º mandato  |
| 5 | Amadeu Garcia          |         | 1º mandato  |

## Legenda
| Cor  | Significado          |
| Bege | Presidente da Câmara |
| Azul | Suplente             |